# Prospect (Maine)
Prospect és una població dels Estats Units a l'estat de Maine (EUA). Segons el cens del 2000 tenia 642 habitants.

## Demografia
Segons el cens del 2000, Prospect tenia 642 habitants, 253 habitatges, i 190 famílies. La densitat de població era de 13,7 habitants/km².
Dels 253 habitatges en un 34,8% hi vivien nens de menys de 18 anys, en un 57,7% hi vivien parelles casades, en un 10,7% dones solteres, i en un 24,9% no eren unitats familiars. En el 19,8% dels habitatges hi vivien persones soles el 5,5% de les quals corresponia a persones de 65 anys o més que vivien soles. El nombre mitjà de persones vivint en cada habitatge era de 2,54 i el nombre mitjà de persones que vivien en cada família era de 2,86.
Per edats la població es repartia de la següent manera: un 26,5% tenia menys de 18 anys, un 5,8% entre 18 i 24, un 33% entre 25 i 44, un 25,4% de 45 a 60 i un 9,3% 65 anys o més.
L'edat mediana era de 37 anys. Per cada 100 dones de 18 o més anys hi havia 105,2 homes.
La renda mediana per habitatge era de 36.607 $ i la renda mediana per família de 41.406 $. Els homes tenien una renda mediana de 32.292 $ mentre que les dones 24.750 $. La renda per capita de la població era de 20.243 $. Entorn del 7,6% de les famílies i el 10,4% de la població estaven per davall del llindar de pobresa.